# Гондла
«Гондла. Драматическая поэма в четырех действиях» — пьеса Николая Гумилёва, опубликованная в январе 1917 в московском журнале Русская мысль. Первое отдельное издание было опубликовано в Берлине издательством «Петрополис» в 1923 году.

## Сюжет

### Действие первое
Действие происходит в условной Исландии в IX веке. Старый конунг, озабоченный будущим страны, на которую имеют виды норвежцы с шотландцами, замыслил объединение с христианской Ирландией, для чего некогда получил на воспитание сына ее правителя королевича Гондлу. Выросшего принца женят на Лере, дочери знатного исландца и ирландской пленницы, но приближенные конунга пожилые ярлы Снорре и Груббе и молодые воины Лаге и Ахти недовольны происходящим и о чем-то злобно перешептываются на брачном пиру.
Опасаясь рассказать конунгу правду о настоящем происхождении того, кого он считает королевичем, советники отговариваются тем, что «жених некрасив и горбат, да к тому же еще христианин», чуждый и им, и невесте по крови и духу. Исландцы решают нанести Гондле рану «прямо в сердце, чтоб встать он не мог», наставив ему рога в первую брачную ночь.
Гондла укоряет Леру, всегда смеявшуюся над его слабостью и неловкостью, но та признается принцу в своей двойственной природе, ибо днем она опьяненная солнцем Лера, а по ночам печальная Лаик, как звала ее мать-ирландка, и, как и принц, одинока в этой стране.
О когда я одна оставалась,
Я так горько рыдала тогда.
Для чего-то слепыми ночами
Уверяла лукавая мгла,
Что не горб у тебя за плечами —
Два серебряно-белых крыла,
И что родина наша не эта
Ненавистная сердцу тюрьма,
А страна, где зеленое лето
Никогда не сменяет зима.
Днем всё иначе. Боги неволят
Леру быть и веселой и злой,
Ликовать, если рубят и колют,
И смеяться над Лаик ночной.
I, 151—164
Пока Ахти отвлекает принца пустой болтовней, Лаге проникает в опочивальню Леры. Действие заканчивается дракой Гондлы с Лаге, которого принц застает на месте преступления.

### Действие второе
Гондла взывает к правосудию конунга, требуя смертной казни для Лаге. Тот апеллирует к праву сильного:
Государь, я с простыми словами
Появляюсь пред взором судей,
Нас недаром прозвали волками
Здесь, в отчизне твоей и моей.
Что для девушки Гондла? Из меди
Сердце Леры, и голос как рог,
Я же часто косматых медведей
Для нее поднимал из берлог.
Что я сделал, то сделал по праву,
Гондла слаб, я и смел и силен,
Нашим предкам бессмертную славу
Этот волчий доставил закон.
II, 33—44
Снорре и Груббе, которым конунг поручает принять решение, предлагают поединок:
Это верно! Так было и будет,
Как о правде иной ни кричи!
Если люди людей не рассудят,
Их наверно рассудят мечи.
II, 53—56
Гондла, у которого нет шансов на победу в бою с Лаге, отказывается от поединка, ссылаясь на то, что горбуна нельзя к этому принудить по закону. Удивленный конунг с презрением бросает:
Не любовник, не царь и не воин…
Бьется ль сердце в подобной груди?
Ты короны своей недостоин,
Мы тебя не хотим. Уходи.
, II, 93—96
Ярлы высмеивают его, намекая на низкое рождение, а Лаге наносит новое оскорбление:
Где ты принцев видал, чтоб умели
Лишь судиться, играть и рыдать,
Опоздали к девичьей постели
И меча не посмели поднять?
II, 117—120
Гондла требует подать лютню, надеясь прогнать злословье своими «лебедиными песнями» и злокозненный Ахти протягивает принцу заколдованный инструмент.
Ну, теперь мы увидим потеху!
Эта лютня из финской страны,
Эту лютню сложили для смеху,
На забаву волкам колдуны.
Знай же: где бы ты ни был, несчастный,
В поле, в доме ли с лютней такой,
Ты повсюду услышишь ужасный
Волчий, тихий, пугающий вой.
Будут волки ходить за тобою
И в глаза тебе зорко глядеть,
Чтобы, занятый дивной игрою,
Ты не мог, ты не смел ослабеть.
Но когда-нибудь ты ослабеешь,
Дрогнешь, лютню опустишь чуть-чуть
И, смятенный, уже не успеешь
Ни вскричать, ни взглянуть, ни вздохнуть.
Волки жаждали этого часа,
Он назначен им был искони,
Лебединого сладкого мяса
Так давно не терзали они.
II, 137—156
Затем исландцы убегают, чтобы обернуться волками. Действие заканчивается второй беседой Гондлы с Лаик. Пока не закончилась ночь и она снова не стала Лерой, девушка сообщает принцу об опасности:
Ты не знаешь про новое горе:
Мы от rибели были близки,
Я заметила когти у Снорре,
А у Груббе большие клыки.
Все они собрались в ожиданье,
Помнишь, в старый заброшенный ров,
Там колдун говорит заклинанье,
Чтоб совсем превратить их в волков.
Красной кровью наполнены чаши,
Что-то варится в медных котлах…
Унеси меня к родине нашей
На своих лебединых крылах.
II, 233—244

### Действие третье
В густом лесу в июльский полдень между Гондлой и Лерой происходит объяснение. Она согласна считаться его женой, чтобы получить власть над Ирландией, но разбивает все его надежды на какую-либо близость:
Королевич, условиться надо:
Я не буду твоей никогда,
Между нами навеки преграда
Из девичьего встала стыда.
Нет, я буду могучей, спокойной,
Рассудительной, честной женой
И царицей, короны достойной,
Над твоею великой страной.
Да, царицей! Ты слабый, ты хилый,
Утомлен и тревожен всегда,
А мои непочатые силы
Королевского ищут труда.
III, 13—24
На то чтобы по ночам «плакать вдвоем» с «ненаглядною девочкой Лаик» он также может не рассчитывать:
Только солнце опустится в море
И наступит таинственный час,
За дверьми на тяжелом затворе
Лаик будет сокрыта от глаз.
III, 29—32
Окончательно она добивает принца своими планами превратить лебедей в волков:
Королевич, поверь, чrо не хуже
Твоего будет царство мое,
Ведь в Ирландии сильные мужи,
И в руках их могуче копье.
Я приду к ним, как лебедь кровавый,
Напою их бессмертным вином

Боевой ослепительной славы
И заставлю мечтать об одном, —
Чтобы кровь пламенела повсюду,
Чтобы сёла вставали в огне…
Я сама, как валькирия, буду
Перед строем летать на коне.
III, 37—48
Гондла уходит за хворостом. Появляется Лаге, который снова пытается соблазнить Леру. Когда Гондла возвращается, снова вспыхивает ссора и Груббе рассказывает о том, что он не принц, а сын безродного скальда, которым заменили ирландского королевича, погибшего по вине Лаге по пути в Исландию.
Упавший духом Гондла теперь помышляет лишь о царствии небесном. Лера, не желая расставаться с короной, пытается пробудить в нем мужество:
Где же лютня? Играй. Так уныло
Воют волки в полях и лесах.
Я тебя до сих пор не убила,
Потому что мне дорог твой страх.
Но ничто не бывает, ты знаешь,
Окончательным, даже беда…
Например: если ты утверждаешь,
Что король ты и был им всегда, —
Кто помеха тебе в этом деле?
Снорре? Груббе? Их можно убрать.
Лаге с нами. Мы б верно сумели
Властелинами заново стать.
III, 197—208
Впавший в отчаяние Гондла не внимает ее увещанию:
Там, в стране, только духам известной,
Заждались короля своего,
Мой венец не земной, а небесный,
Лаик, терны — алмазы его.
III, 209—212
Разгневанная Лера угрожает:
Так? Ну помни обет мой веселый.
Чуть погаснет на западе луч,
Лаик будет за дверью тяжелой,
И у Лаге окажется ключ.
Он войдет к ней, ее он измучит
Ненасытным желаньем мужским.
Он ее наслаждаться научит,
И смирится она перед ним.
И на месте тоскующей Лаик
Будет Лера и ночью и днем,
Неустанно тебя проклиная,
Называя трусливым щенком.
III, 213—224
После чего криком призывает рыщущих неподалеку исландцев расправиться с Гондлой:
Где вы, сильные, волки, не люди?
Пусть же когти пустынных владык
Вырвут низкое сердце из груди,
Из гортани лукавый язык.
Bот, смотрите, он rолову клонит.
Кто убьет ero, будет мне друг…
Ахти:

Но не прежде, чем лютню уронит,
Гондла лютню уронит из рук.
III, 225—232
В последней сцене исландцы пируют с Лерой у костра, заставляя Гондлу прислуживать как раба.

### Действие четвертое
Вечером на морском берегу у края леса высаживаются ирландцы. Встретив Гондлу, они из его разговоров делают вывод, что бедняга повредился рассудком. Когда появляются исландцы, принц, не желая больше играть для волков, швыряет в них лютню. Хищники бросаются на Гондлу, но ирландцы вступают в бой за своего брата по вере и предполагаемого соотечественника. В сцене узнания выясняется, что Гондла действительно королевич, так как его отец-скальд после периода анархии был избран королем Ирландии, правил справедливо и мудро и теперь ирландцы прибыли, чтобы передать регалии монарха его наследнику.
Исландцы молят Гондлу о прощении, Лаге даже готов покончить с собой. Попутно они объявляют, что Лера в свете открывшихся обстоятельств оказывается его родной сестрой, а потому, помешав консуммации брака. они спасли принца от нарушения божьих заповедей. Подошедший конунг также винится в совершенном им неправом суде, но Гондла уже стал далек всего мирского:
Нет, я звездный король и надзвездный,
Что земле я и что мне земля?
Лебедям короли бесполезны,
И не надо волкам короля!
IV, 113—116
Вождь ирландцев призывает его покинуть Исландию:
Поднимается ветер вечерний,
За утесами видно луну,
И по морю из ртути и черни
Мы отправимся в нашу страну.
Не прощают, мы ведаем сами,
За такие обиды и боль,
Хоть союза волков с лебедями
И хотел наш покойный король.
IV, 157—164
Гондла пребывает в нерешительности:
Совершилось, я в царской порфире,
Три алмаза в короне горят,
О любви, о прощенье, о мире
Предо мною враги говорят.
Неужели отныне я стану
Властелином на двух островах,
Улыбаясь в лицо океану,
Что их держит на крепких стеблях?
Или просто к стране лебединой,
К милым кленам и розам уйду,
На знакомые сердцу равнины,
О которых я плакал в бреду?
Нет! Мне тягостно, жалко чего-то,
Я о чем-то великом забыл,
И, как черная птица, забота
Грусть навеяла взмахами крыл.
IV, 165—180
Последней появляется Лера, которую ирландцы обнаруживают прячущейся в лесу. Исландцы требуют ее смерти и она готова понести наказание.
Брат, жених, я тебя умоляю,
Отправляйся с твоими людьми
К лебединому, к белому раю
И корону, корону прими.
А меня, бесконечно чужую
Мысли, сердцу и сну твоему,
Посади меня в башню глухую,
Брось в глубокую яму, тюрьму.
Только так, чтоб вечерней порою
Я слыхала, как молишься ты.
Будет звездами, солнцем, луною
Этот звук для моей слепоты.
IV, 193—204
Голос бывшей возлюбленной приводит Гондлу в чувство:
Вспомнил, вспомнил! Сиянье во взоре,
Небо в лунной волшебной крови
И взволнованный rолос, и море,
Да, свободное море любви!
Новый мир, неожиданно милый,
Целый мир открывается нам,
Чтоб земля, как корабль светлокрылый,
Поплыла по спокойным водам.
IV, 205—212
Намереваясь крестить исландцев, он берет у вождя меч и поднимает его рукоятью вверх.
Лера, конунг и волки, сегодня,
В день, когда увенчали меня,
Я крещу вас во имя Господне,
Как наследников Вечного Дня.
IV, 213—216
Исландцы отказываются отступиться от старых богов, и тогда Гондла приносит себя в жертву ради их обращения.
Вы отринули таинство Божье,
Вы любить отказались Христа,
Да, я знаю, вам нужно подножье
Для его пресвятого креста!
(Ставит меч себе на грудь.)

Вот оно. Я вином благодати
Опьянился и к смерти готов,
Я монета, которой Создатель
Покупает спасенье волков.
IV, 225—232
Ирландский вождь, упрекнув исландцев («Одного лебеденка убили, А другого замучили вы»), приводит их к целованию рукояти окровавленного меча. Конунг и его люди, пораженные поступком Гондлы, принимают крещение, признавая силу его Бога, один лишь хитроумный Ахти с этим не согласен и скрывается со словами:
Нет, мне страшны заклятия эти
И в небесный не хочется дом,
Я, пожалуй, десяток столетий
Проживу и земным колдовством.
IV, 253—256
Лера готова принять крещение только из рук Гондлы и решает пребыть с ним вместе, подобно Брунгильде, не покинувшей Сигурда.
Вы знаете сами,
Смерти нет в небесах голубых.
В небесах снеговыми губами
Он коснется до жарких моих.
Он — жених мой и нежный и страстный,
Брат, склонивший задумчиво взор,
Он — король величавый и властный,
Белый лебедь родимых озер.
Да, он мой, ненавистный и милый,
Мне сказавший однажды: люблю! —
Люди, лебеди иль серафимы,
Приведите к утесам ладью.
Труп сложите в нее осторожно,
Легкий парус надуется сам,
Нас дорогой помчав невозможной
По ночным и широким волнам.
Я одна с королевичем сяду,
И руля я не брошу, пока
Хлещет ветер морскую громаду
И по небу плывут облака.
Так уйдем мы от смерти, от жизни.
— Брат мой, слышишь ли речи мои? —
К неземной, к лебединой отчизне
По свободному морю любви.
IV, 261—284

## Создание пьесы
Как полагают исследователи, замысел этой лирической драмы возник у Гумилева весной 1916 года, когда он завел в Петрограде одновременно два романа: со своей будущей женой Анной Энгельгардт и ее подругой актрисой Ольгой Гильдебрандт (Арбениной). Сама Гильдебрандт вспоминала, что у них с подругой были общие поклонники и их часто путали, чем по-видимому и объясняется двойственность характера героини пьесы, хотя сам образ превращений девушки, «кроткой ночью и жестокой днем», поэт позаимствовал из сказки Андерсена «Дочь болотного короля».
Пьеса была написана летом того же года в военном санатории в Массандре, а в августе, вернувшись в столицу, Гумилев прочитал ее в редакции Аполлона. В декабре он познакомил со своим новым произведением Ахматову, а в январе 1917 пьеса была опубликована.
К тематике кельтских сказаний Гумилев обращался неоднократно, начиная с «Пути конквистадоров», затем в «Романтических цветах» и «Жемчугах». По словам самого автора, в основание пьесы был «положен цикл легенд, приводимый Арбуа де Жубанвилем в его Истории Кельтской Литературы, где говорится о горбатом принце Гондле или Кондле, жившем во втором веке по Р. Х. в Ирландии, о его несчастьях и отъезде на Mag Melt (Острова Блаженства) в таинственной стеклянной ладье», а «очень распространенный мотив насильника, проникающего в спальню невесты под видом жениха» был взят из норвежской народной песни «Лаге и Йо», перевод которой был напечатан в Петербурге в 1903 году.
Образ Гондлы автор подробно поясняет в заметках к пьесе:

В теме Гондлы меня прежде всего заняло сопоставленье не только двух цивилизаций, языческой и христианской, но двух рас, германской и кельтской, и, чтобы особенно выявить их различье, я счел возможным ввести в пьесу момент тотемизма, в общем мало наблюдаемый у европейских народов. Однако сопоставленье это в постановке не должно переходить в противупоставленье. Ирландцы славились как воинственная нация, и у них христианство никогда не ослабляло воли к победе, или воли к борьбе. Гондла смел, решителен, но мало приспособлен к практической деятельности, потому что соразмеряет свои поступки не с данностью, а с отвлеченными идеями. Пока он убежден, что он королевский сын, он считает, что всякая непокорность ему лишь недоразуменье, отказывается от поединка, как от дела, несовместного с величьем королевской задачи (вспомним отказ Иоанна Грозного от поединка со Стефаном Баторием), угрожает врагам самоубийством, веря, что для них страшнее смерти участие в гибели короля. Его страх перед волчьим воем объясняется чисто физическим отвращеньем человека, считающего своим тотемом лебедя, к тотему врагов. Зато, узнав в третьем действии истину о своем происхожденьи, он теряет почву под ногами и настолько ошеломлен, что без слова возраженья выполняет самые унизительные требования врагов; только в четвертом действии им овладевает пророческий экстаз, заставляющий его утверждать свою ценность несмотря ни на что, только во имя своего мученичества. По отношенью к герою пьеса является крестным путем Гондлы и заканчивается его апофеозом.— Гумилёв Н. С. Заметки к Гондле. — С. 262
При этом Гумилев поясняет возможному режиссеру, что Гондла хотя и называется горбатым, на самом деле всего лишь сутуловат, «подобно Ричарду Третьему» (что противоречит мотивировке отказа от поединка в самой пьесе).
Придуманное автором тайное имя героини Лаик «по указанию профессора А. А. Смирнова крайне близко к кельтскому слову Лаих, что значит герой, богатырь». Ее характер проще, чем у Гондлы, хотя и разделен на дневную и ночную части, но «на самом деле мы видим только превращенье девушки в женщину, нежную во втором действии, могучую и страстную в третьем и величественную в четвертом. Из-за нее-то пьеса и делится на четыре части — ночь, утро, день и вечер Леры. Для Гондлы она благословенье и проклятье, высшая боль и высшая радость, рок, ведущий к гибели и славе одновременно, и прообразом ее служит волшебная лютня, полная сладких звуков, но скликающая волков». Исполнительницу этой роли поэт предостерегает от декламации, ибо Лера «не изрекает сентенций и каждое ее слово воля, пронизанная чувством».
Имя Ахти было взято из «Калевалы», где оно служит прозвищем Лемминкайнена, к Финляндии же отсылают и зачарованная лютня и склонность этого персонажа к колдовству. Имя Снорре взято из «Саги об Эйрике Красном», опубликованной на русском в 1903 году, а Груббе из сказки Сельмы Лагерлёф «Чудесное путешествие Нильса Хольгерссона с дикими гусями по Швеции». Имя отца Лаге Гер-Педера взято из песен «Отплытие Гер-Педера» и «Исповедь Гер-Педера».
Первый эпиграф взят из статьи С. Н. Сыромятникова «Саrи скандинавского севера», помещенной в сборнике «Древнесеверные саги и песни скальдов в переводах pycских писателей» (СПб., 1903), второй из статьи Эрнеста Ренана «Поэзия кельтских народностей», опубликованной в Revue des Deux Mondes 1 февраля 1854 и процитированной  Сыромятниковым в своей статье.
Образ «лебедей» поэт позаимствовал из цитируемой Сыромятниковым сказки Андерсена «Лебединое гнездо», но переосмыслил его, поскольку у датского писателя лебедями представлены именно викинги, тема же волков и музыки развивает раннее стихотворение самого Гумилева «Волшебная скрипка» (1907). Слова Ахти о финской флейте являются его перифразом.
Исследователи часто связывали пьесу Гумилева с сюжетом драмы Иннокентия Анненского «Фамира-кифаред», герой которой принц-изгнанник и поэт, но Ахматова, считавшая «Гондлу» лучшим произведением Гумилева, оспаривала правомочность такого сближения. По мнению В. М. Сечкарёва «Гондла» не имеет ничего общего с исландскими сагами: «скорее здесь сходство с Оссианом, с музыкальными драмами Рихарда Вагнера и с символическим театром, вроде "Розы и Креста" Блока».
Относительно необычного для театральной пьесы стихотворного размера Гумилев дает следующее пояснение:

Насколько мне известно, «Гондла» первая и единственная пьеса, написанная анапестом. Я совершенно сознательно выбрал именно этот размер, потому что, хотя он и лишен многообразия и подвижности двусложных размеров, он стремителен, крепок, певуч, в нем слышатся то грохоты моря, то колокольные звоны, две музыкальные темы пьесы.— Гумилёв Н. С. Заметки к Гондле. — С. 265

## Критика
Публикация пьесы прошла почти незамеченной критикой, что не является удивительным, так как общее внимание вскоре было отвлечено событиями Февральской революции. Единственным исключением была рецензия Ларисы Рейснер в журнале Летопись. С будущей валькирией революции, а в то время начинающей поэтессой и критиком, Гумилёв познакомился в сентябре 1916 г. в литературном кабаре «Привал комедиантов». Между ними завязался короткий, но бурный роман, продолжавшийся до февраля 1917 г., уже по переписке, так как осенью поэт снова отправился на фронт. В письмах Гумилев называет Ларису Лери, что породило необоснованные предположения о том, что она была прототипом героини пьесы. Тем не менее, вполне вероятно, что Гумилев и Рейснер обсуждали «Гондлу» в личных беседах. В рецензии, написанной уже после разрыва с поэтом, Рейснер указывает:

Новую поэзию до сих пор часто и не без основания упрекали за слишком узкое понимание художественных задач. Казалось странным, что эстетическая школа, объявив войну целому ряду других направлений (символизм, футуризм и т. д.), сама, в деле осуществления своих принципов, не пошла дальше чисто лирической формы словесного письма. Эпос и драма — «большое искусство» — оставались в стороне, а вся тяжесть нового миросозерцания, целый ряд тем исторических и философских — оказались втиснутыми в хрупкие сонеты, рондо и канцоны. Перегруженный содержанием и ограниченный в объеме, стих утратил свою нечаянную легкость, и чтобы не лишиться ясности и простоты, заменил художественную последовательность — схемой и логикой рациональной.
— Рейснер. Н. Гумилев. «Гондла». — С. 455
Первыми попытками преодоления такой «досадной односторонности» Рейснер считает «Открытие Америки» и «Пятистопные ямбы», «переход от сгущенной миниатюры к чему-то большему». «Гондла» в ее представлении был следующим шагом в этом направлении, но пафос христианизации в развязке пьесы она считает неоправданным, так как «в самом конце, почти неожиданно на чашу весов падает тяжелое и общее понятие — «христианство», и кажется, что именно оно и перевешивает, поглотив маленький груз личного подвига и отречения» и лишь «совершенство стиха и заключительный монолог Леры — до известной степени вознаграждают идеологическую запутанность
последнего действия, которое могло стать роковым для всего «Гондлы»».
Позднейшие критики и исследователи отмечают «глобализм проблематики» пьесы и ее ориентацию на «шекспировскую диалектику» в трактовке героев и философской основы. Так Гондла меняется к концу драмы подобно королю Лиру и его образ в существенных чертах остается недосказанным.
О. А. Лекманов полагает, что принципиальный антипсихологизм драматургии Гумилева приводит к примитивности и одноплановости большинства персонажей. «Характеристика каждого из них, как правило, исчерпывается одним — резким и безоттеночным эпитетом: развратный, благочестивая, влюбленный, наивная, отважный… Когда Гумилёву в «Гондле» все-таки понадобилось изобразить героиню, обуреваемую противоречивыми чувствами, он попросту разрубил ее на два самостоятельных персонажа — дневную воительницу Леру и ночную мечтательницу Лаик», а второстепенные персонажи вообще мало чем отличаются друг от друга.
Современники заметили в пьесе нараставшее у автора разочарование в войне. Ахматова указывала, в частности, на реплику Гондлы в ответ на воинственные проекты Ахти:
Ахти, мальчик жестокий и глупый,
Знай, что больше не будет войны.
Для чего безобразные трупы
На ковре многоцветном весны?
I, 243—246
Юлий Айхенвальд считал убедительной и сильной сцену высадки ирландцев, пришедших на помощь Гондле. По его мнению Гумилев верно передал «чувство воина к своему вождю». При этом стихи из рассказа ирландского вождя должны были звучать двусмысленно уже через месяц после публикации пьесы, к чему впоследствии придрались недоброжелатели поэта:
Наступили тяжелые годы,
Как утратили мы короля,
И за призраком легкой свободы
Погналась безрассудно земля.
IV, 81—84
В СССР творчество Гумилева с середины 1920-х годов находилось под негласным запретом, и о «Гондле» вспоминали редко. В разоблачительной статье А. А. Волкова «Знаменосцы безыдейности (Теория и поэзия акмеизма)», напечатанной в 1947 году, сообщалось «В 1916 году Гумилев пишет драматическую поэму «Гондла» (…) в которой мистика и упадочность достигают кульминационного пункта. (…) Идея «Гондлы» — проповедь христианского смирения. (…) Гумилев приходит к проповеди релиrии, которую он когда-то в полемике с символистами объявил частным делом поэта. Вместе с тем в «Гондле» возрождаются все атрибуты символистской поэтики, духи, ангелы, арханrельский хор, таинство божие, npeсвятoй крест, шумящие крылья анrельских сил и т. п.» (Звезда. 1947. № 5. — С. 181). Эта маловразумительная характеристка, помещенная затем Волковым в его «Очерки русской литературы конца XIX и начала XX веков» (1952) и учебник «История русской литературы XX века», до конца 80-х годов оставалась единственной официально доступной информацией о пьесе.

## Театральные постановки
В том же 1917 году Гумилев пытался поставить «Гондлу» в Париже с труппой Сергея Дягилева, переделав пьесу в балетное либретто. Художником-постановщиком намеревался стать М. Ф. Ларионов, музыку планировали заказать Лорду Бернерсу. Из-за финансовых трудностей, с которыми в том году столкнулся Дягилев, эти планы не были реализованы.
Вернувшись в Петроград, Гумилев в 1919—1920 rодах предпринял новую попытку — на этот раз в рамках программы Максима Горького по постановке в театрах ряда так называемых «исторических картин», созданных членами образованной для этого Секции Наркомпроса. Для этой постановки поэт заново отредактировал свое произведение, сократив лирические стихи и добавив «исторические» сцены с христианскими пленниками. В качестве руководства лля театральной труппы им были написаны «Заметки к "Гондле"». Пьеса была прочитана на собрании секции и, судя по воспоминаниям Корнея Чуковского, была принята самым благоприятным образом. Блок, входивший в состав секции, написал не сохранившийся отзыв о пьесе. Председатель секции исторических картин Горький похвалил талант Гумилева, но из всей затеи с историческими постановками ничего не удалось осуществить.
Единственной прижизненной постановкой стал спектакль «Театральной мастерской», небольшой театральной студии, открытой в 1917 году группой энтузиастов во главе с Павлом Вейсбрёмом, затем с С. М. Гореликом в Ростове-на-Дону и после взятия города Первой Конной армией ставшей первым ростовским государственным театром. Режиссером спектакля был А. Б. Надеждов, художником А. Арапов, автором музыки Н. З. Хейфиц. Гондлу играл Антон Шварц, Леру Гаянэ Халайджиева, Старого конунга Н. Швейдель, ярлов Снорре и Груббе — Евгений Шварц и А. М. Натолин. Премьера состоялась, вероятно, весной или летом 1920-го и на ней случайно оказался командированный в Ростов художник и публицист Юрий Анненков, который и рассказал о представлении Гумилеву.
В конце июня 1921, возвращаясь из Севастополя в Петроград из поездки, в которой он в качестве флаг-секретаря сопровождал командующего военно-морскими силами РСФСР А. В. Немитца, инспектировавшего Азовскую и Каспийскую флотилии, Гумилев побывал в Ростове, где специально для него актеры, накануне закончившие сезон, устроили представление. Поэт пообещал труппе продолжение карьеры в Петрограде и 29 июля направил в Театральный отдел Наркомпроса письмо с предложением перевести «Театральную мастерскую» в качестве театра, который бы «осуществлял постановки пьес современных русских авторов, работал бы в тесном контакте с последними». Предложение было поддержано наркомом А. В. Луначарским и, как полагают, руководителем Театрального отдела Наркомпроса В. Э. Мейерхольдом, после чено Петроградский губполитпросвет взял «Мастерскую» под свое покровительство.
Труппа переехала в Петроград 5 октября, уже после расстрела Гумилева. Четыре спектакля «Гондлы» прошли с аншлагом, но на премьере 8 января 1922 зал стал вызывать на сцену автора пьесы. В день пятого представления власти запретили спектакль, а вскоре и сам театр был закрыт.
Постановка, в основном, получила хорошую критику. Противоположная точка зрения была высказана, в частности, Михаилом Кузминым:

…Это поэтическое произведение совершенно неприменимо для сцены. Слова Гумилева, никогда не любившего и не понимавшего театра, не влекут за собой никакого жеста, никакого действия и нисколько не одушевлены театральной психолоrией и логикой. Из ограниченного количества неожиданных, необоснованных поступков, стихотворных описаний и лирических сентенций, неубедительных и часто друг другу противоречащих, никак не создать театрального впечатления. Героическими усилиями Театральной Мастерской было достигнуто, что какой-то призрак жизни затеплился в этом наивном и во всех отношениях мертвенном произведении. — Кузмин М. А. Условности. Пг., 1923. С. 107—108
В английском переводе «Гондла» была представлена аспирантами из Театральной 
студии Вулфсоновского колледжа Оксфордского университета 16 и 18 февраля 1981 в постановке Майкла Роуза. На одном из спектаклей присутствовал президент колледжа Исайя Берлин. После того как произведения Гумилева было разрешено издавать в России пьеса была напечатана в 1988 году в первом номере журнала Север, в 1990-м была опубликована в сборнике драматических сочинений Гумилева, а в 1993 году поставлена московским театром «Сфера» в режиссуре Е. И. Еланской и В. А. Солдатова.

## Комментарии
1. ↑  Имеется в виду сказание Приключение Конлы Красного